# Ermita de San José (Énova)
La ermita de San José de Énova, en la Ribera Alta, es un templo católico datado del siglo XVIII, catalogado como Bien de Relevancia Local, en la categoría de Monumento de interés local, con la denominación de Ermita de Sant Josep, mediante declaración genérica de la Generalidad Valenciana, con código: 46.119-9999-000003, desde el once de junio de 1998 (DOCV Núm. 5.449 / 13.02.2007)
La ermita de San José está ubicada en el antiguo pueblo de Sans, que a lo largo del siglo XIX se convirtió en una barriada de Énova. Se localiza al final de la calle Mayor, que atraviesa la población, haciendo esquina con la Plaza de Sanç, muy próxima a la vecina localidad de Manuel.

## Historia
La actual Ermita de San José (o Sant Josep en valenciano) tiene una larga historia que acompaña a la del propio municipio, casi desde su fundación, porque aunque ha cambiado el edificio de forma y función, ocupa el mismo lugar que la originaria mezquita y la iglesia cristiana que a su vez reemplazaría al templo islámico la cual quedaría en mal estado en 1835 permaneciendo en ruinas hasta 1890, se trata por tanto de un edificio del siglo XVIII que sufrió grandes remodelaciones a finales del siglo XIX y después de la Guerra Civil. Con el paso del tiempo ha sido sometido a diversas actuaciones a pesar de que actualmente necesitaría una restauración.
Ocupa el solar donde se alzaba una antigua mezquita y una posterior iglesia, que quedó asolada en 1835. Administrativamente este edificio estaba bajo la jurisdicción eclesiástica de la parroquia de la Énova desde 1535, momento de la constitución de las rectorías de moriscos ya que el antiguo pueblo de Sans, a diferencia de Énova, estaba habitado por moriscos.
La iglesia se volvería a reconstruir a finales del siglo XIX y primeros años del XX, realizándose su bendición el día de San José de 1901.

## Descripción

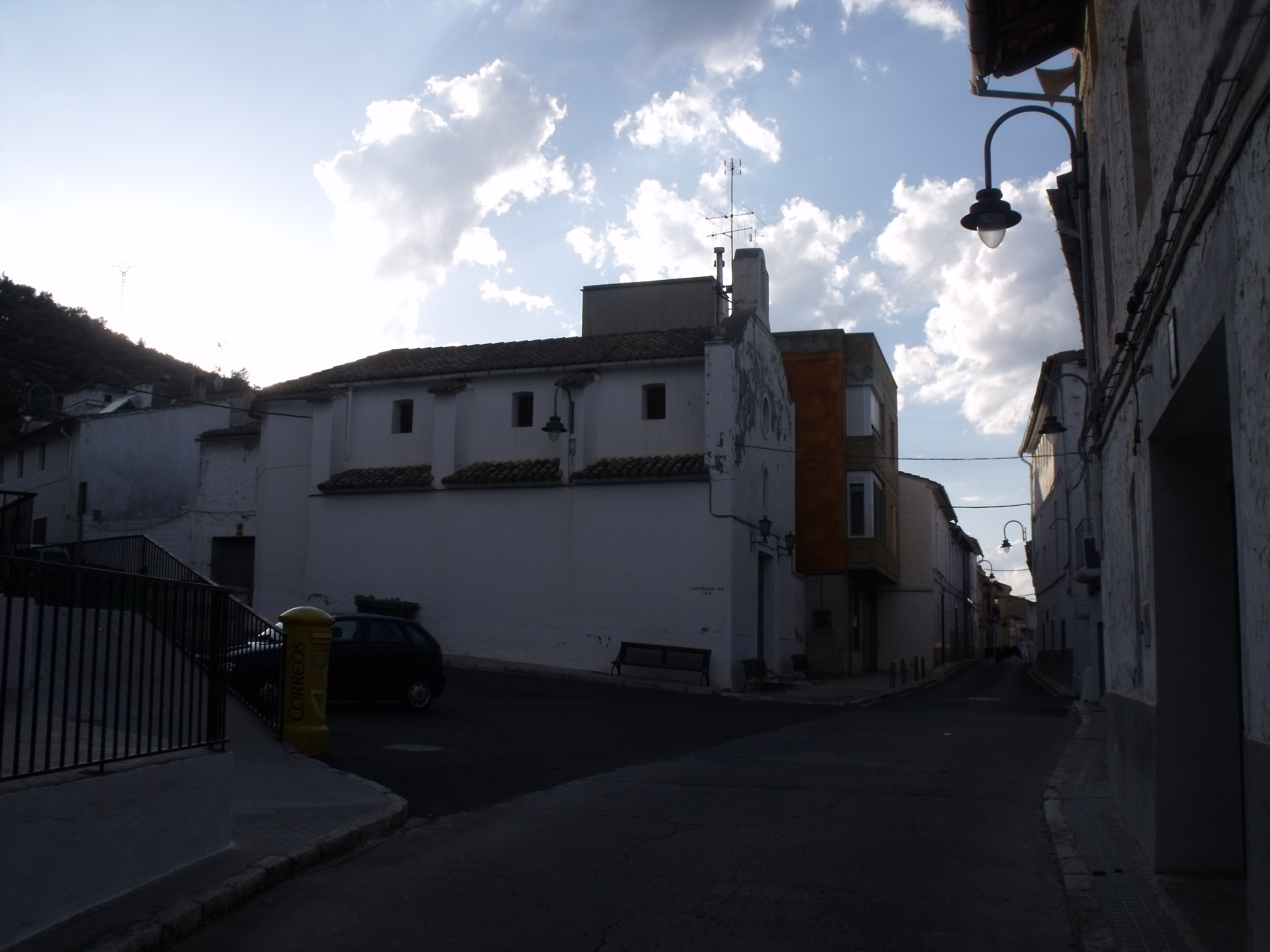
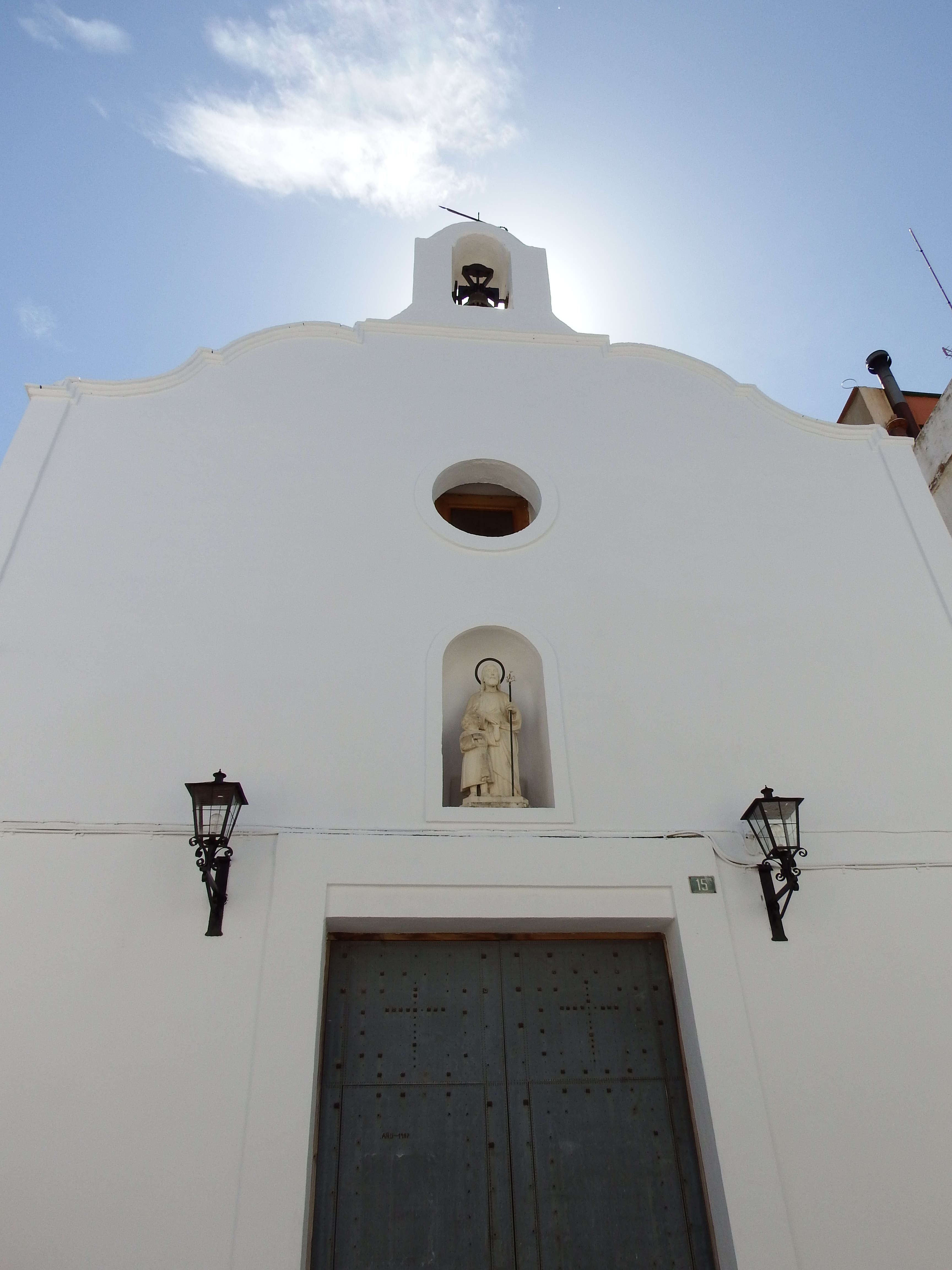
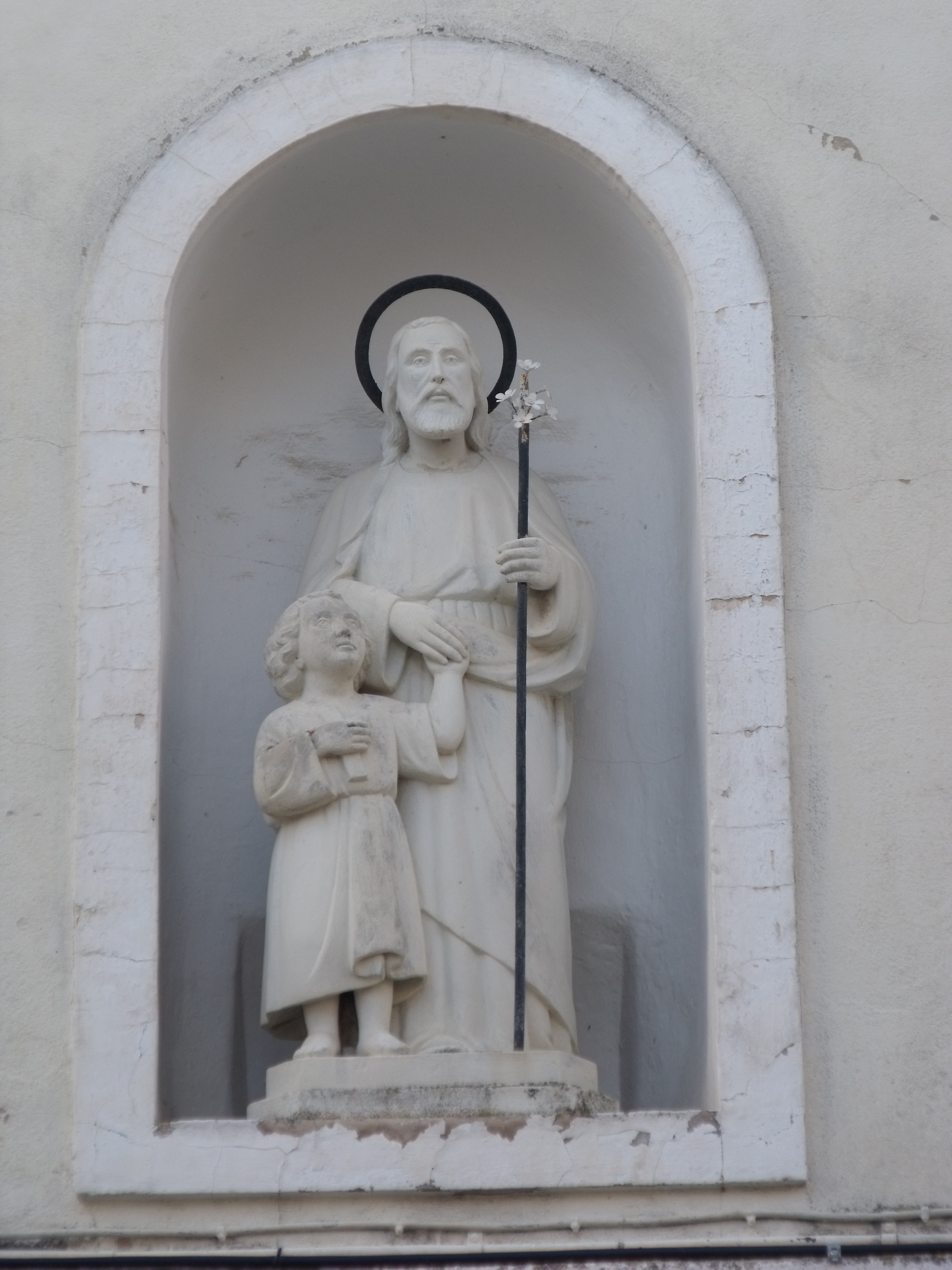

El edificio es muy sencillo, tanto de aspecto como por los materiales utilizados en su construcción, mampostería, estando adosado parcialmente por uno de sus laterales y destacando en lo que queda libre un cuerpo que sobresale con tejados entre los que se alzan contrafuertes y con ventanillas rectangulares para la iluminación interior.
Presenta espadaña en la fachada principal, en la que podemos observar otros tres elementos arquitectónicos: la puerta de acceso al templo es de planchas rectangulares metálicas y en uno de los portillos presenta el año 1987 con tachuelas (fecha de la última intervención en el templo ), tiene tres escalones y está adintelada decorada a cada lado por farolas de forja; una hornacina sobre la puerta con la imagen de San José y el Niño, y, finalmente, un óculo redondo sobre el anterior elemento. Los tres centrados en la fachada principal que se remata con la mencionada espadaña que tiene una única campanilla, y veleta. La cubierta, a dos aguas, es de tejas.
Presenta planta rectangular, de nave única, con capillas laterales entre los contrafuertes. La cubierta es una bóveda de medio cañón con lunetos ciegos, apoyada sobre cornisa sostenida por pilastras.
En el presbiterio se puede ver un retablo de escayola, con una hornacina uno se encuentra la imagen de escayola policromada de San José.